# Aphthona abdominalis
Aphthona abdominalis là một loài bọ cánh cứng lá. Chúng được sử dụng làm tác nhân kiểm soát sinh vật chống lạinoxious weed leafy spurge (Euphorbia esula).
Con lớn loài này có màu cam với bụng đen và chỉ dài 2 mm. Con cái đẻ đến 100 trứng trên hoặc gần leafy spurge, cây chủ của nó. Ấu trùng chui lên và ăn rễ cây còn con trưởng thành ăn lá, hoa của cây. Loài này bản địa Eurasia. A abdominalis was never introduced to Canada. This beetle is used for biocontrol less often than other Aphthona species.